# István Hevesi
István Hevesi (Eger, 2 april 1931 - 9 februari 2018) was een Hongaars waterpolospeler.
István Hevesi nam als waterpoloër tweemaal deel aan de Olympische Spelen in 1956 en 1960. Tijdens de finale ronde van het toernooi van 1956 nam hij deel aan de bloed-in-het-waterwedstrijd. Hij veroverde een gouden en een bronzen medaille.
In de competitie kwam Hevesi uit voor Budapesti Honvéd Sportegyesület.
Antal Bolvári · 
Ottó Boros · 
Dezső Gyarmati · 
István Hevesi · 
László Jeney · 
Tivadar Kanizsa · 
György Kárpáti · 
Kálmán Markovits · 
Mihály Mayer · 
István Szívós sr. · 
Ervin Zádor
András Bodnár · 
Ottó Boros · 
Zoltán Dömötör · 
László Felkai · 
Dezső Gyarmati · 
István Hevesi · 
László Jeney · 
Tivadar Kanizsa · 
György Kárpáti · 
András Katona · 
János Konrád · 
Kálmán Markovits · 
Mihály Mayer · 
Péter Rusorán